# Gaby Nestler
Gaby Nestler est une ancienne fondeuse allemande née le 16 février 1967.

## Palmarès

### Championnats du monde
- Championnats du monde de 1985 à Seefeld  Autriche:
  -  Médaille de bronze en relais 4 × 5 km

### Coupe du monde
- Meilleur classement final : 6e en 1986.
  - 2 podiums en épreuve individuelle, dont 1 victoire.

#### Victoires
| Date            | Lieu        | pays   | Compétition |
| --------------- | ----------- | ------ | ----------- |
| 11 janvier 1986 | Les Saisies | France | 10km TL     |

Légende :

TC = classique

TL = libre

MS = départ en masse

HS = départ avec handicap

PU = poursuite